# Stazione di Gakken Nara-Tomigaoka
La stazione di Gakken Nara-Tomigaoka (学研奈良登美ヶ丘駅?, Gakken Nara-Tomigaoka-eki) è una stazione ferroviaria suburbana della linea Kintetsu Keihanna situata nella città di Nara nella prefettura di Nara in Giappone. Essendo la linea Keihanna sostanzialmente un prolungamento della linea Chūō della metropolitana di Osaka, quasi tutti i treni continuano verso il centro di Osaka. Si tratta dell'ultima stazione ferroviaria della linea e i treni qui terminano la corsa.

## Struttura
La stazione è dotata un marciapiede centrale a isola con due binari tronchi su viadotto.
| 1-2 | ● Linea Kintetsu Keihanna |  | per Ikoma, Nagata e, via linea Chūō, Hommachi, e Cosmosquare |

## Stazioni adiacenti
| «                       | Servizio                | »                       |
| Linea Kintetsu Keihanna | Linea Kintetsu Keihanna | Linea Kintetsu Keihanna |
| ----------------------- | ----------------------- | ----------------------- |
| Gakken Kita-Ikoma       | Locale                  | Capolinea               |